# Liste der Monuments historiques in Gourgançon
Die Liste der Monuments historiques in Gourgançon führt die Monuments historiques in der französischen Gemeinde Gourgançon auf.

## Liste der Immobilien
| Bezeichnung       | Beschreibung           | Standort                 | Kennzeichnung | Schutzstatus | Datum | Bild           |
| ----------------- | ---------------------- | ------------------------ | ------------- | ------------ | ----- | -------------- |
| Kirche St-Maurice | ab dem 12. Jahrhundert | Rue Saint-Maurice (Lage) | PA00078715    | Classé       | 1915  | weitere Bilder |

## Liste der Objekte
| Bezeichnung                   | Beschreibung                               | Standort                        | Kennzeichnung | Schutzstatus | Datum | Bild |
| ----------------------------- | ------------------------------------------ | ------------------------------- | ------------- | ------------ | ----- | ---- |
| Skulptur Heiliger Mauritius   | Holz, 17. Jahrhundert                      | in der Kirche St-Maurice (Lage) | PM51003168    | Inscrit      | 1982  |      |
| Wandgemälde Heiliger Andreas  | aus dem 16. Jahrhundert                    | in der Kirche St-Maurice (Lage) | PM51003171    | Inscrit      | 1982  |      |
| Wandgemälde Heiliger Georg    | aus dem 16. Jahrhundert                    | in der Kirche St-Maurice (Lage) | PM51003172    | Inscrit      | 1982  |      |
| Tabernakel                    | Holz, vergoldet, 17. Jahrhundert           | in der Kirche St-Maurice (Lage) | PM51003166    | Inscrit      | 1982  |      |
| Wandgemälde Engel             | aus dem 16. Jahrhundert                    | in der Kirche St-Maurice (Lage) | PM51003173    | Inscrit      | 1982  |      |
| Seitenaltar (1)               | Holz, 18. Jahrhundert                      | in der Kirche St-Maurice (Lage) | PM51003169    | Inscrit      | 1982  |      |
| Chorgestühl                   | Holz, Anfang des 19. Jahrhunderts          | in der Kirche St-Maurice (Lage) | PM51003174    | Inscrit      | 1982  |      |
| Skulptur Madonna mit Kind (1) | Stein, 14. Jahrhundert                     | in der Kirche St-Maurice (Lage) | PM51000452    | Classé       | 1917  |      |
| Seitenaltar (2)               | Holz, 18. Jahrhundert                      | in der Kirche St-Maurice (Lage) | PM51003167    | Inscrit      | 1982  |      |
| Retabel                       | Fragment; Holz, vergoldet, 18. Jahrhundert | in der Kirche St-Maurice (Lage) | PM51003170    | Inscrit      | 1982  |      |
| Skulptur Madonna mit Kind (2) | Stein, 17. Jahrhundert                     | in der Kirche St-Maurice (Lage) | PM51003218    | Inscrit      | 1983  |      |